# Кочергин (хутор)
Кочерги́н — хутор в Курганинском районе Краснодарского края.
Входит в состав Безводного сельского поселения.

## Население
| 2002 | 2010 |
| ---- | ---- |
| 376  | ↘362 |

## Улицы
| - ул. Молодежная, - ул. Почтовая, | - ул. Северная, - ул. Южная. |